# Michael Mustill, Baron Mustill
Michael John Mustill, Baron Mustill, Kt, PC, QC, FBA (* 10. Mai 1931 in Leeds; † 24. April 2015 in Pateley Bridge, North Yorkshire) war ein britischer Jurist und Politiker, der seit 1992 als Life Peer Mitglied des House of Lords war.

## Leben
Nach dem Besuch der Oundle School leistete Mustill zwischen 1949 und 1951 seinen Wehrdienst bei der Royal Artillery und absolvierte danach ein Studium der Rechtswissenschaften am St John’s College der University of Cambridge. Nach Abschluss des Studiums erhielt er 1955 seine Zulassung als Rechtsanwalt bei der Anwaltskammer (Inns of Court) von Gray’s Inn. Im Anschluss war er als Rechtsanwalt tätig und erhielt 1968 den Titel Kronanwalt verliehen.
1972 wechselte er in der Richterdienst und war bis 1978 als Berichterstatter (Recorder) am Crown Court tätig. Während dieser Zeit war er von 1971 bis 1978 auch Vorsitzender des Berufungstribunals für den öffentlichen Dienst. Im Anschluss erfolgte 1978 seine Berufung zum Richter an dem für England und Wales zuständigen High Court of Justice, an dem er bis 1985 Richter der Kammer für Zivilsachen (Queen’s Bench Division) war. Kurz nach seiner Berufung wurde er zum Knight Bachelor ernannt und führte seitdem den Namenszusatz „Sir“.
1985 wurde Sir Michael Mustill Richter (Lord Justice of Appeal) an dem für England und Wales zuständigen Appellationsgericht (Court of Appeal (England und Wales)) und war dort bis 1992 tätig. Zugleich wurde er 1985 Privy Councillor.
Anschließend wurde er am 10. Januar 1992 Lordrichter (Lord of Appeal in Ordinary) und als solcher aufgrund des Appellate Jurisdiction Act 1876 auch Mitglied des House of Lords. Das Amt des Lordrichters übte er bis zu seinem Rücktritt 1997 aus. Sein Nachfolger als Lordrichter wurde daraufhin Mark Saville, Baron Saville of Newdigate, der bisher ebenfalls Richter am Court of Appeal war.
Lord Mustill, der seit 1996 Fellow der British Academy sowie auch Mitglied der Livery Company der Worshipful Company of Grocers ist, fungierte ferner seit 1998 als Direktor des Runden Tisches für Streitigkeiten in der City of London. Seit Oktober 2012 war er als Mitglied des Oberhauses beurlaubt (On Leave of Absence).